# Точно на південь (фільм, 2009)
«Точно на південь» (фр. Plein sud) — французький фільм-драма 2009 року, поставлений режисером Себастьєном Ліфшицем. Прем'єра стрічки у Франції відбулася 30 грудня 2009 року. Фільм було представлено в рамках програми «Панорама» на Берлінському кінофестивалі 14 лютого 2010 року.

## Сюжет
Влітку 27-річний Сам (Яннік Реньє) вирішив відправитися у безцільну подорож на південь Франції на своєму Форді. Доро́гою він зустрічає Матьє (Тео Фріле) та його сестру на ім'я Леа (Леа Сейду) і бере їх з собою. Матьє закохується в Сана і всю дорогу намагається спокусити його. Леа, красива, молода, провокаційна дівчина, настільки нерозбірлива у зв'язках з чоловіками, що вже вагітна. Дівчина не може пройти повз красивого чоловіка, не заговоривши з ним. Так вона залучає до поїздки ще одного хлопця на ім'я Жеремі. Упродовж усієї поїздки всі вони вчаться розуміти один одного, боротися один за одного і любити один одного.
Сан, який спочатку відповідає взаємністю на залицяння Матьє і начебто не проти почати і продовжувати стосунки, в результаті дистанціюється від хлопця, тому що зараз йому не до романтики. Насправді у Сана є маленький секрет: він прямує в Іспанію, щоб знайти свою давно загублену матір.

## У ролях
| Яннік Реньє   | ···· | Сам             |
| Леа Сейду     | ···· | Леа             |
| Ніколь Гарсія | ···· | мати            |
| Тео Фріле     | ···· | Матьє           |
| П'єр Перр'є   | ···· | Жеремі          |
| Мішлін Прель  | ···· | бабуся          |
| Жерар Воткінс | ···· | батько          |
| Марі Матерон  | ···· | прийомна матір  |
| Луїс Остало   | ···· | Пабло           |
| Лудо Гарлі    | ···· | Сам у дитинстві |